# Завозин, Игорь Леонидович
И́горь Леони́дович Заво́зин (3 августа 1955 года, СССР — 29 мая 2019 года) — советский фигурист, серебряный призёр чемпионата СССР 1978 года, чемпион зимней Универсиады 1981 года в спортивных танцах на льду.

## Карьера
Игорь Завозин выступал в паре с Еленой Гараниной. На чемпионате страны 1978 года они заняли второе месте. Закончил выступления в 1983 году. Был женат на своей партнёрше (впоследствии в разводе), их сын фигурист Максим Завозин, выступал за США, позднее за Венгрию. Судья ИСУ от Армении.
После завершения спортивной карьеры выступал в ледовом шоу Татьяны Тарасовой «Все звезды» (1988)..
Снимался в кино :
- 1987 — Танго, танго… (фильм-спектакль)
- 1987 — Все звёзды (фильм-спектакль)
- 1988 — Все звезды (фильм-спектакль)

## Спортивные достижения
| Соревнования/Сезоны              | 1975-76 | 1976-77 | 1977-78 | 1978-79 | 1979-80 | 1980-81 | 1981-82 | 1982-83 |
| -------------------------------- | ------- | ------- | ------- | ------- | ------- | ------- | ------- | ------- |
| Чемпионаты СССР                  |         | 5       | 2       |         | 4       | 5       | 5       | 6       |
| Skate America                    |         |         |         |         |         |         | 2       | 2       |
| St. Ivel                         |         |         |         |         |         | 2       |         |         |
| Приз газеты «Московский новости» |         |         |         | 2       |         |         |         |         |
| Nebelhorn                        | 2       |         |         | 1       |         |         |         |         |
| Зимние Универсиады               |         |         |         |         |         | 1       |         |         |